# ام‌ام‌دی‌ای (دارو)
ام‌ام‌دی‌ای(مخفف انگلیسی: MMDA) یک داروی روانگردان و آنتاکتوژن از کلاس آمفتامین است؛ که آنالوگ ساختاری لوفوفین، MDA و MDMA به حساب می‌آید.
الکساندر شولگین در کتاب PiHKAL دامنه دوز MMDA را ۱۰۰ تا ۲۵۰ میلی‌گرم ذکر کرده‌است. اولین اثرات در طی ۳۰–۶۰ دقیقه پس از مصرف خوراکی ظاهر می‌شود. MMDA باعث ایجاد سرخوشی و گرمای دوست داشتنی می‌شود و احساساتی مانند اضطراب و تنهایی را کاهش می‌دهد. همچنین باعث ایجاد توهم با چشم‌های بسته، خواب‌آلودگی، شل شدن عضلات و اختلال در درک زمان می‌شود. عوارض جانبی شامل گشادی مردمک چشم، سرگیجه، احساس گرما یا سرما و لرزش است. توهمات بصری ناشی از MDMA معمولاً واقع‌گرایانه و مربوط به ادراک روزمره است. اوج اثرات این ماده معمولاً در اولین ساعت مصرف و پس از اثرات اولیه است. در ساعت دوم شروع به کاهش می‌کند و معمولاً در پایان ساعت پنجم کاملاً از بین می‌رود.

## اقدامات روان درمانی
کلودیو نارنجو در کتاب سفر شفا، کاربردهای بالقوه‌ای برای MDMA از جمله آسان‌تر شدن ارتباط را پیشنهاد داد.

## داروشناسی
MMDA به عنوان یک ماده آزاد کننده سروتونین غیر عصبی و به عنوان یک آگونیست گیرنده 5-HT2A عمل می‌کند و هیچ تأثیری در ترشح دوپامین و احتمالاً ترشح نوراپی نفرین نیز ندارد. خاصیت دوم مسئول اثرات روانگردان و مورد اول مسول اثرات روحیه بخشی و امفاتوژن آن است.